# صدقني (ألبوم)
صدقني هو الألبوم الثاني الرسمي للمطربة المصرية شيرين وجدي، تم غنتاجه وتوزيعه عام 1994 من قبل شركة صوت القاهرة، والألبوم مكون من 8 أغاني.

## الأغاني
- كلنا مجاريح
- صدقني
- ماقولت له
- مكنش قصدي
- علشان خاطري
- اهرب فين
- مش حقولك
- اشهد علي حالي